# Esport (botànica)

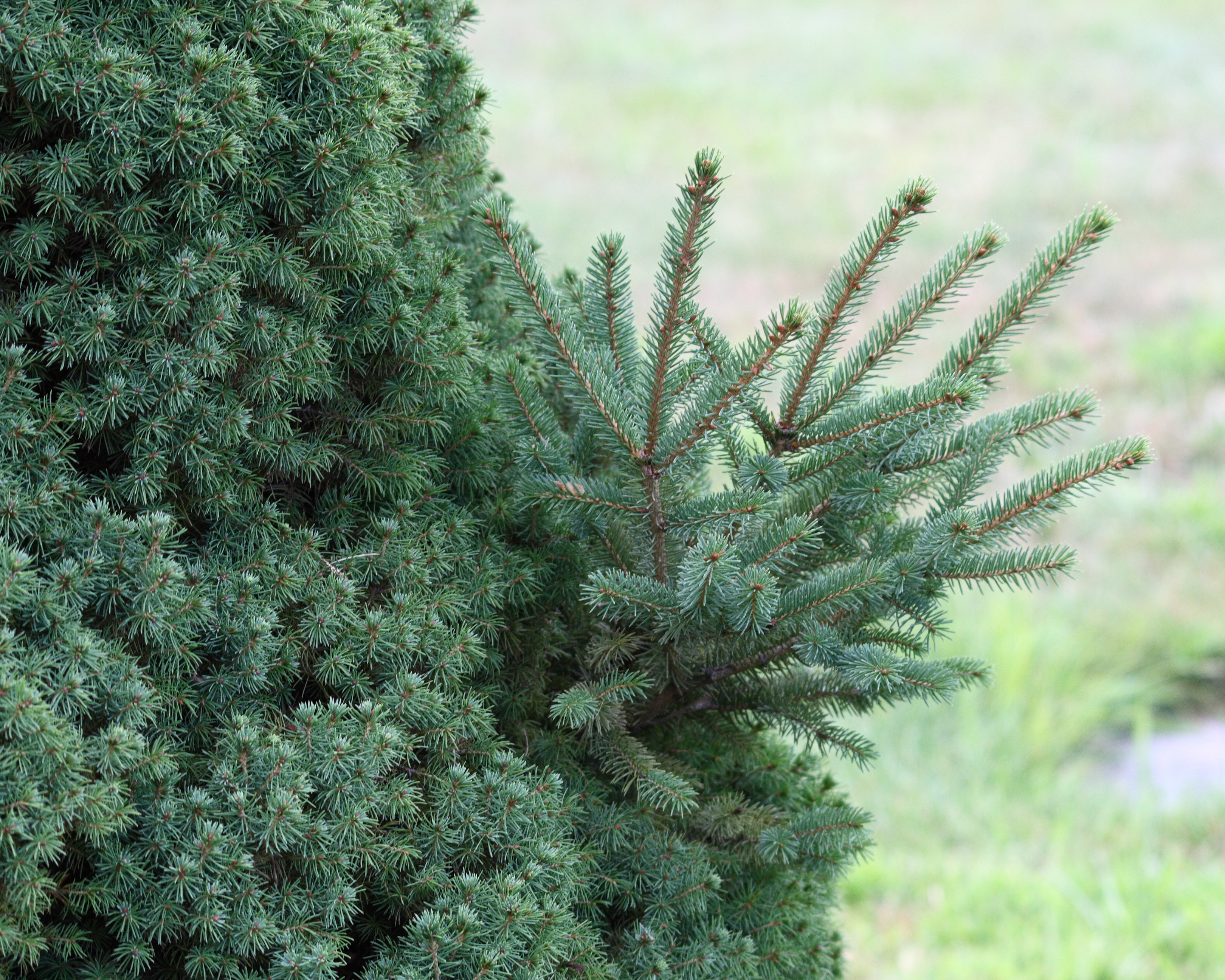
Fulles de la pícea nana Alberta (Picea glauca var. albertiana 'Conica'), amb una branca que mostra la reversió a la pícea Alberta normal, la qual té les fulles més grosses i els entrenusos més llargs.

Esport en botànica (en anglès: sport o bud sport) és una part d'una planta que normalment és del tipus llenyós, malgrat que de vegades és herbàcia, que, per una mutació somàtica, mostra diferències morfològiques respecte a la resta de la mateixa planta. Els esports es poden diferenciar per la forma del fullatge o el color, les flors o l'estructura de les branques.
Els esports amb característiques desitjables sovint es propaguen de forma vegetativa per tal de formar nous cultivars que mantinguin les característiques de la nova morfologia. Aquestes seleccions són propenses al fenomen de la "reversió", cosa que significa que part o total la planta torna a tenir la forma original. Un exemple d'esport botànic és l'origen del préssec tipus nectarina, el qual es desenvolupa a partir d'una gemma d'un presseguer.
Altres fruits comuns i/o cultivars que resulten d'una mutació esport són:
- Pera Red Anjou
- Groseller blanc